# 艾莉·麥克勞
伊莉莎白·艾莉絲·「艾莉」·麥克勞（英語：Elizabeth Alice Ali MacGraw，1939年4月1日—），女，美國電影演員，她曾獲得金球奖剧情类电影最佳女主角。